# Typhonia inarticulata
Typhonia inarticulata is een vlinder uit de familie van de zakjesdragers (Psychidae). De wetenschappelijke naam van de soort is voor het eerst geldig gepubliceerd in 1935 door Edward Meyrick.